# Megalodonte
Megalodonte (pronúncia em português: [mɛɡɐlɔˈdõt(ə)]) (nome científico: Otodus megalodon), que significa "dente grande", é uma espécie extinta de tubarão que viveu há aproximadamente 23 a 3,6 milhões de anos, durante o Mioceno Inferior ao Plioceno. Antigamente se pensava ser um membro da família Lamnidae e um parente próximo do tubarão-branco (Carcharodon carcharias). No entanto, atualmente é classificado na família extinta Otodontidae, que divergiu da do tubarão-branco durante o Cretáceo Inferior. Sua colocação de gênero ainda é debatida, com alguns autores colocando-o em Carcharocles, Megaselachus, Otodus ou Procarcharodon. Isso ocorre porque fósseis de transição foram encontrados mostrando que o megalodonte é a cronoespécie final de uma linhagem de tubarões gigantes, originalmente do gênero Otodus, que evoluíram durante o Paleoceno.
Embora seja considerado um dos maiores e mais poderosos predadores que já existiram, o megalodonte é conhecido a partir de vestígios fragmentários, e por isso sua aparência e tamanho máximo são incertos. Os cientistas divergem quanto à sua aparência de uma versão mais robusta do tubarão-branco, do tubarão-frade (Cetorhinus maximus), do tubarão-mako (Isurus oxyrinchus) ou do tubarão-tigre (Carcharias taurus). A maioria das estimativas de tamanho do megalodonte extrapolam dos dentes; com comprimento máximo estimado em até 18 metros e comprimento médio estimado em 10,5 metros. As estimativas sugerem que suas grandes mandíbulas poderiam exercer uma força de mordida de até 110 000 a 180 000 newtons. Seus dentes eram grossos e robustos, preparados para agarrar presas e quebrar ossos.
O megalodonte provavelmente causou um grande impacto na estrutura de comunidades marinhas. O registro fóssil indica que tinha uma distribuição cosmopolita. Provavelmente visava presas grandes, como baleias, focas, tartarugas-marinhas e outros tubarões. Os juvenis habitavam águas costeiras quentes e se alimentavam de peixes e pequenas baleias. Ao contrário do tubarão-branco, que ataca presas da parte macia inferior, o megalodonte provavelmente usava suas mandíbulas fortes para romper a cavidade torácica e perfurar o coração e os pulmões de suas presas.
Ele enfrentava competição com cetáceos predadores de baleias, como Livyatan e outros cachalotes macropredadores e possivelmente de orcas ancestrais menores. Como o tubarão preferia águas mais quentes, acredita-se que o resfriamento oceânico associado ao início das eras glaciais, combinado à redução do nível do mar e à consequente perda de áreas adequadas de berçário, também possa ter contribuído para seu declínio. Uma redução na diversidade de misticetos e uma mudança em sua distribuição para regiões polares pode ter reduzido a principal fonte de alimento do megalodonte. Um estudo de 2019 analisou evidências mais recentes sugerindo que a concorrência do tubarão-branco moderno também pode ter contribuído para a extinção do megalodonte, juntamente com a fragmentação de sua variação, resultando em uma extinção gradual e assíncrona como resultado do resfriamento dos oceanos há cerca de 3,6 a 4 milhões de anos, muito mais cedo do que se pensava anteriormente. A extinção do megalodonte pareceu afetar outros animais; por exemplo, o tamanho das baleias aumentou, após seu desaparecimento.

## Taxonomia

### Nomeação

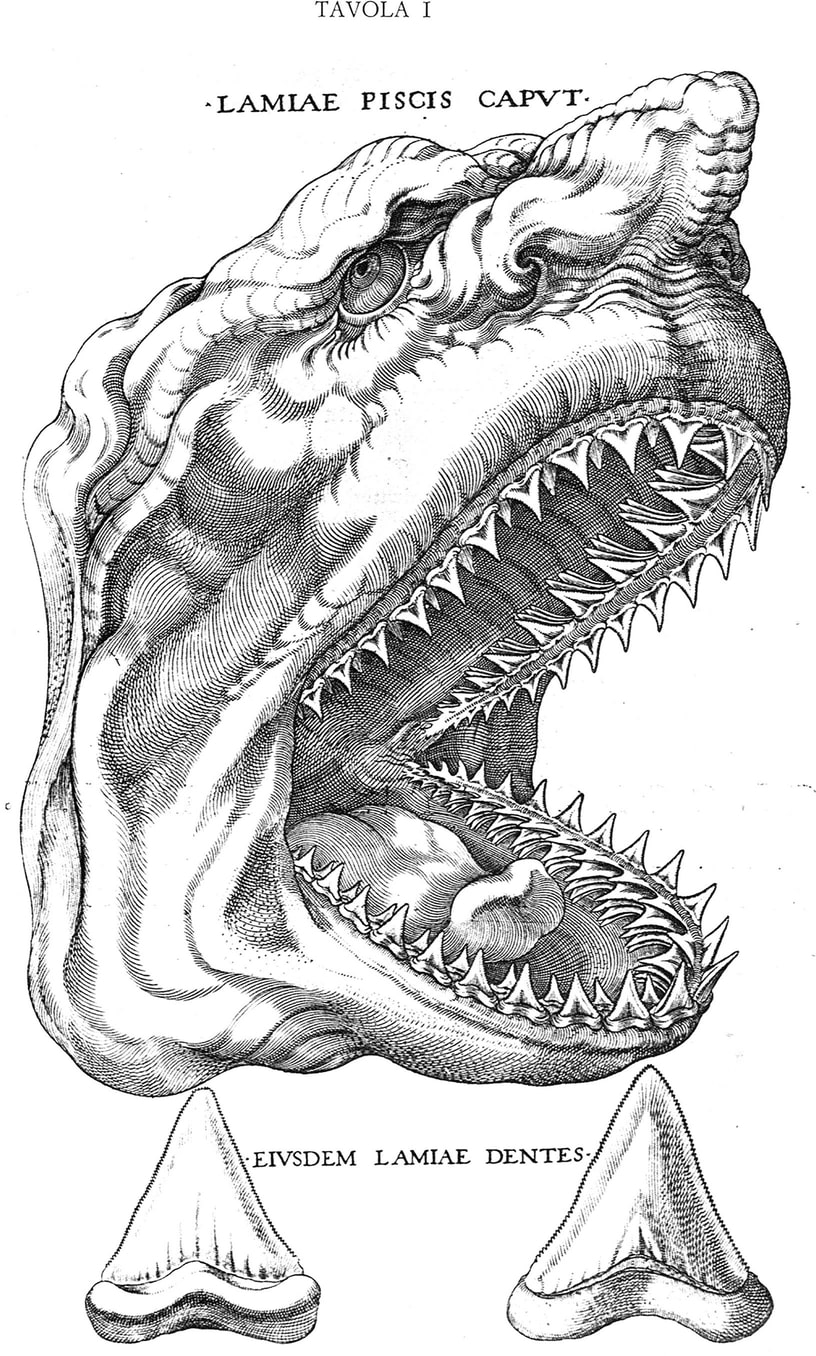
Representação da cabeça de um tubarão por Nicolas Steno em sua obra The Head of a Shark Dissected [A Cabeça de um Tubarão Dissecada]

Segundo relatos da Renascença, acreditava-se que gigantescos fósseis triangulares frequentemente encontrados em formações rochosas eram as línguas petrificadas, ou glossópetras, de dragões e cobras. Essa interpretação foi corrigida em 1667 pelo naturalista dinamarquês Nicolas Steno, que os reconheceu como dentes de tubarão, o que produziu uma famosa representação da cabeça de um tubarão com esses dentes. Ele descreveu suas descobertas no livro The Head of a Shark Dissected [A Cabeça de um Tubarão Dissecada], que também continha uma ilustração de um dente de megalodonte.
O naturalista suíço Louis Agassiz deu a este tubarão seu nome científico inicial, Carcharodon megalodon, em sua obra Recherches sur les poissons fossiles [Pesquisa de fósseis de peixes], de 1843, com base em restos de dentes. O paleontólogo inglês Edward Charlesworth, em seu artigo de 1837, usou o nome Carcharias megalodon, citando Agassiz como autor e indicando que Agassiz descreveu a espécie antes de 1843. O paleontólogo inglês Charles Davies Sherborn em 1928 listou uma série de artigos de 1835 escritos por Agassiz como a primeira descrição científica do tubarão. O nome específico megalodon se traduz em "dente grande". Em grego antigo, μέγας (mégas) significa "grande, poderoso"; e ὀδούς (odoús) quer dizer "dente". Os dentes do megalodonte são morfologicamente semelhantes aos do tubarão-branco (Carcharodon carcharias) e, com base nessa observação, Agassiz atribuiu o tubarão ao gênero Carcharodon. Embora “megalodonte” seja um nome coloquial para o tubarão, ele também é informalmente referido como "tubarão-branco gigante", "megatubarão", "tubarão de megadentes", "tubarão de dentes grandes" ou "Meg".:4
Em 1881 havia uma descrição aparente do tubarão, classificando-o como Selache manzonii.

### Evolução
Embora os primeiros restos mortais do megalodonte tenham sido relatados como sendo do Oligoceno Superior, há cerca de 28 milhões de anos, há discordância sobre quando teria surgido, com datas que variam até tão recentemente quanto há 16 milhões de anos. Pensa-se que o megalodonte se extinguiu por volta do final do Plioceno, há cerca de 2,6 milhões de anos; alegando que os dentes de megalodonte são do Pleistoceno, datas anteriores a 2,6 milhões de anos antes do presente são consideradas incertas. Uma avaliação mais recente remonta a sua data de extinção ao Plioceno, há 3,6 milhões de anos.
O megalodonte é atualmente considerado um membro da família Otodontidae, do gênero Carcharocles, em oposição à sua classificação anterior em Lamnidae, e no gênero Carcharodon. A classificação do megalodonte em Carcharodon deveu-se à semelhança dental com o tubarão-branco, mas a maioria dos autores atualmente acredita que isso ocorreu por conta de uma evolução convergente. Nesse modelo, o tubarão-branco está mais intimamente relacionado ao extinto tubarão-mako-de-dentes-largos (Isurus hastalis) do que ao megalodonte, como evidenciado por uma dentição mais parecida entre esses dois tubarões; os dentes de megalodonte têm serrilhas muito mais finas do que as dos dentes do tubarão-branco. O tubarão-branco está mais intimamente relacionado ao tubarão-mako (Isurus spp.), com um ancestral comum de em torno de há 4 milhões de anos. Os proponentes do modelo anterior, em que o megalodonte e o tubarão-branco estão mais intimamente relacionados, argumentam que as diferenças entre a dentição são mínimas e obscuras.:23–25

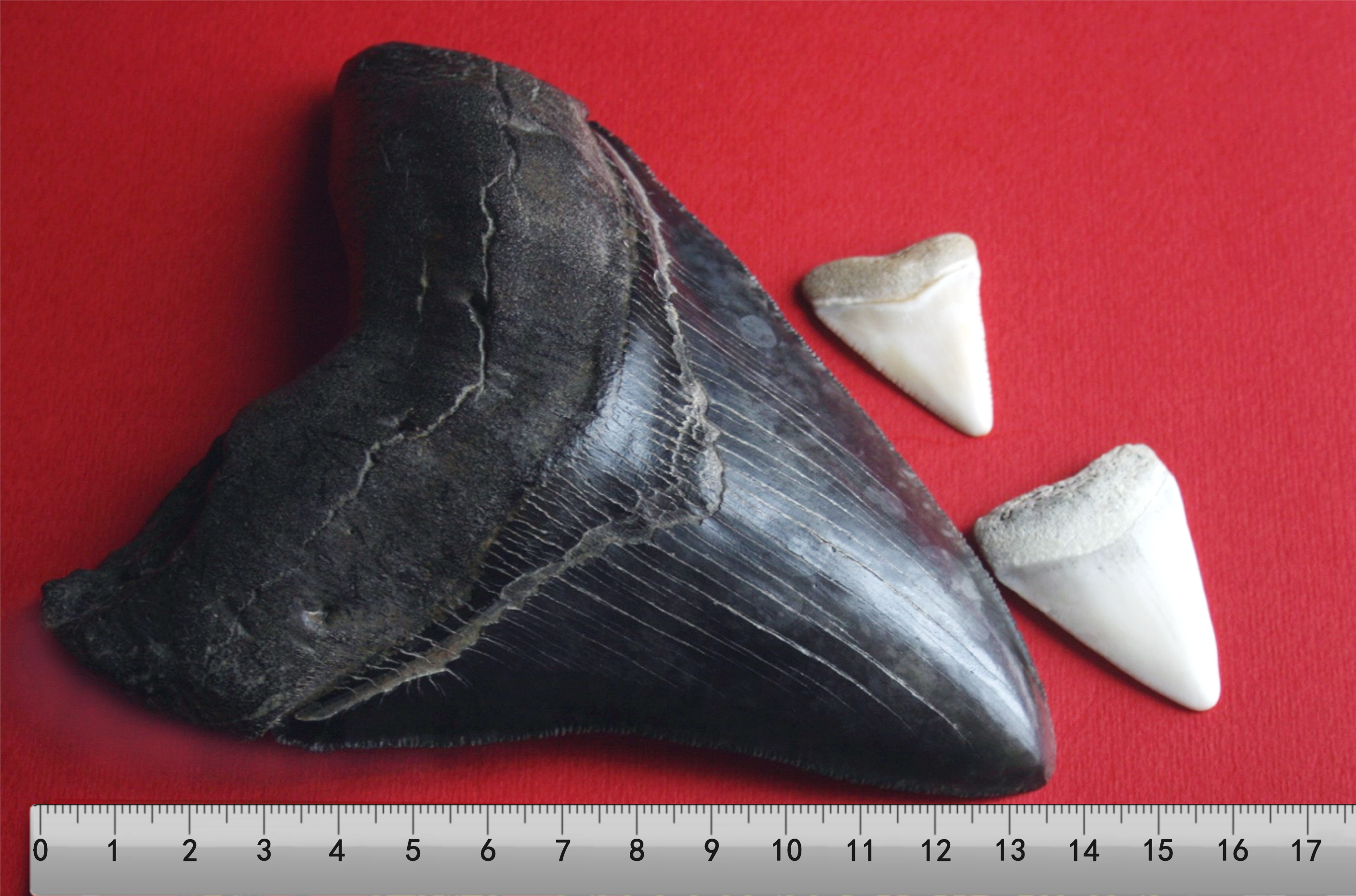
Dente de megalodonte com dois de tubarão-branco

Atualmente, o gênero Carcharocles contém quatro espécies: C. auriculatus, C. angustidens, C. chubutensis e C. megalodon.:30–31 A evolução dessa linhagem é caracterizada pelo aumento de serrilhas, alargamento da coroa dentária, desenvolvimento de um formato mais triangular e o desaparecimento das cúspides laterais.:28–31 A evolução na morfologia dentária reflete uma mudança em suas táticas de predação de uma mordida de agarrar para uma mordida de cortar, o que provavelmente demonstra uma mudança na escolha de suas presas de peixes para cetáceos. As cúspides laterais foram finalmente perdidas em um processo gradual que levou aproximadamente 12 milhões de anos durante a transição entre C. chubutensis e C. megalodon. O gênero foi proposto por D. S. Jordan e H. Hannibal em 1923 para conter o C. auriculatus. Na década de 1980, o megalodonte foi atribuído a Carcharocles.:30 Antes disso, em 1960, Procarcharodon foi levantado pelo ictiólogo francês Edgard Casier, que incluía esses quatro tubarões e foi considerado separado do gênero de tubarão-branco. Atualmente, esse gênero é considerado um sinônimo júnior de Carcharocles.:30 Palaeocarcharodon foi levantado ao lado de Procarcharodon para constituir o início da linhagem e, no modelo em que o megalodonte e o tubarão-branco estão intimamente relacionados, representa seu último ancestral comum. Acredita-se que isso seja um beco sem saída evolutivo e não relacionado aos tubarões Carcharocles por autores que rejeitam esse modelo.:70

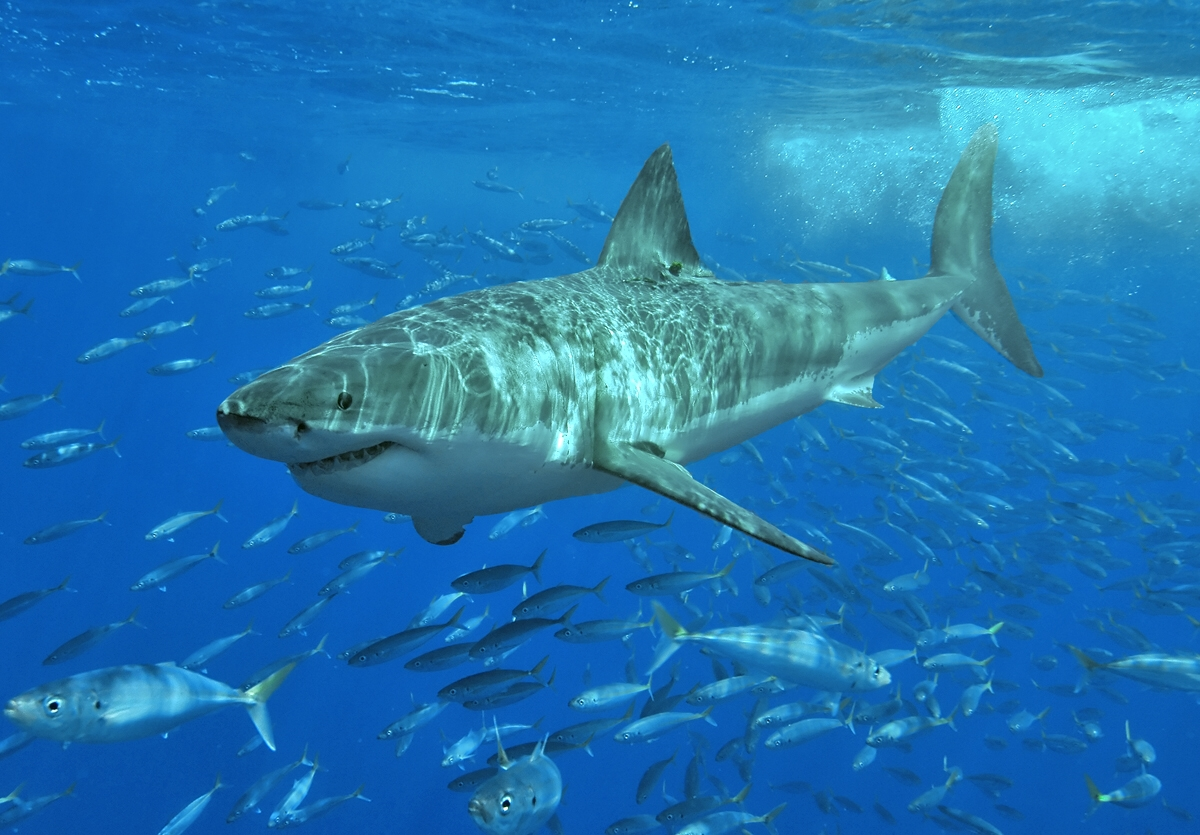
O tubarão-branco (Carcharodon carcharias) e o megalodonte foram anteriormente considerados parentes próximos

Outro modelo da evolução desse gênero, também proposto por Casier em 1960, é que o ancestral direto dos Carcharocles é o tubarão Otodus obliquus, que viveu desde o Paleoceno até às épocas do Mioceno, de há 60 a 13 milhões de anos. O gênero Otodus é por fim derivado de Cretolamna, um tubarão do período Cretáceo. Nesse modelo, O. obliquus evoluiu para O. aksuaticus, que evoluiu para C. auriculatus, depois para C. angustidens, depois para C. chubutensis e finalmente para C. megalodon.
Outro modelo da evolução de Carcharocles, proposto em 2001 pelo paleontólogo Michael Benton, é que as três outras espécies são na verdade uma única que mudou gradualmente ao longo do tempo, entre o Paleoceno e o Plioceno, tornando-a uma cronoespécie.:17 Alguns autores sugerem que C. auriculatus, C. angustidens e C. chubutensis deveriam ser classificados como uma única espécie no gênero Otodus, deixando C. megalodon como o único membro de Carcharocles.
O gênero Carcharocles pode ser inválido e o tubarão pode realmente pertencer ao gênero Otodus, que o tornaria Otodus megalodon. Um estudo de 1974, realizado por Henri Cappetta sobre tubarões paleogênicos, erigiu o subgênero Megaselachus, classificando o tubarão como Otodus (Megaselachus) megalodon, juntamente com O. (M.) chubutensis. Uma revisão de condríctios em 2006 elevou o Megaselachus a gênero e classificou os tubarões como Megaselachus megalodon e M. chubutensis. A descoberta de fósseis atribuídos ao gênero Megalolamna em 2016 levou a uma reavaliação de Otodus, que concluiu que é parafilético, ou seja, consiste em um último ancestral comum mas não inclui todos os seus descendentes. A inclusão dos tubarões Carcharocles em Otodus faria com que o gênero fosse monofilético, com seu clado irmão sendo Megalolamna.

## Biologia

### Aparência

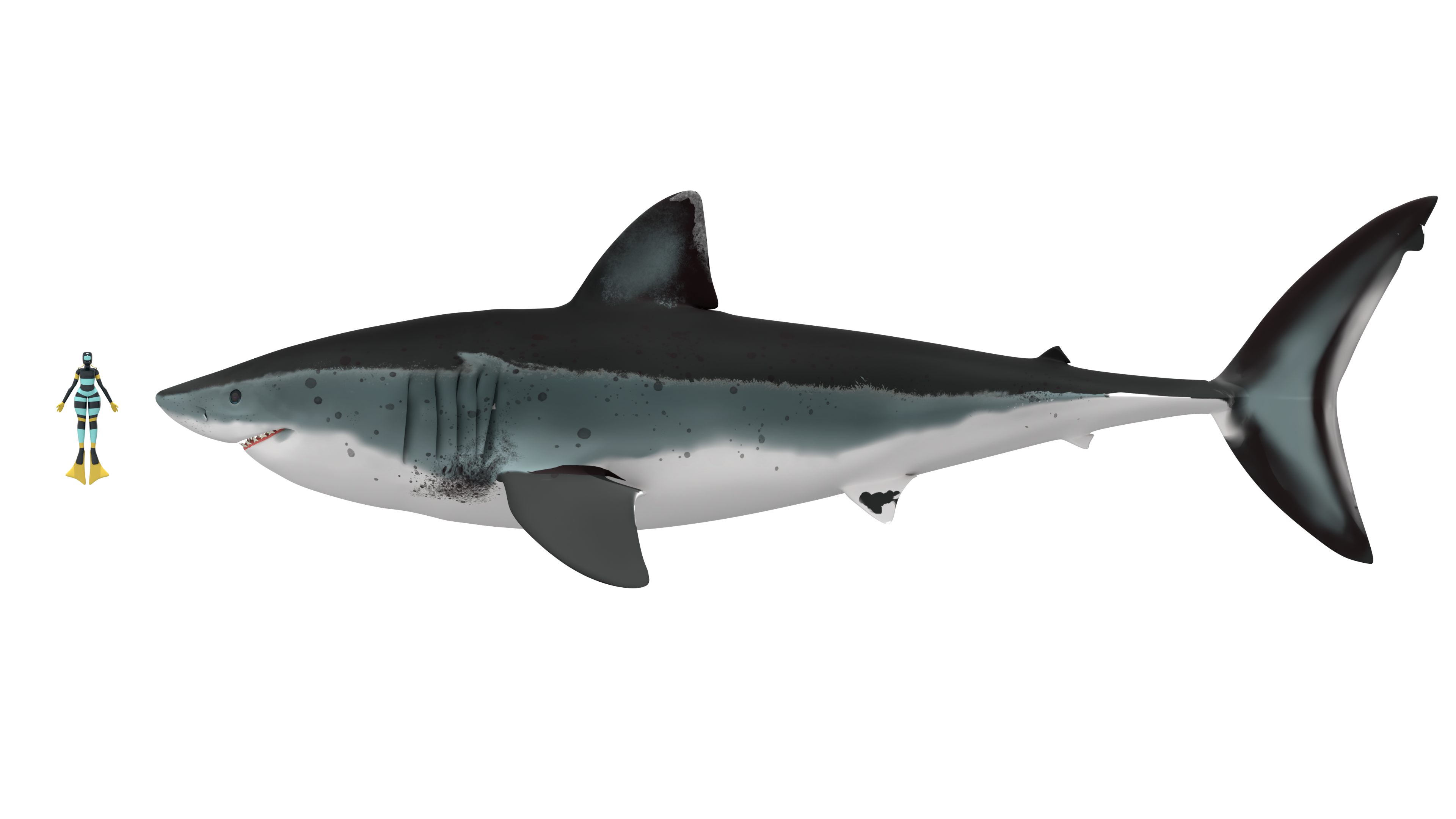
Representação de Otodus megalodon (seu tamanho comparado ao de um mergulhador)

Uma interpretação de como seria a aparência do megalodonte é que era um tubarão robusto e que poderia ter tido uma estrutura geral semelhante à do tubarão-branco. As mandíbulas podem ter sido mais grossas e largas que as do tubarão-branco, e as barbatanas também teriam um formato semelhante, embora mais espessas devido ao seu tamanho. Poderia ter tido olhos com uma aparência semelhante aos de porco, por serem pequenos e profundos.:64–65
Outra interpretação é que o megalodonte apresentava uma semelhança com o tubarão-baleia (Rhincodon typus) ou com o tubarão-frade (Cetorhinus maximus). A barbatana caudal teria a forma de um crescente, a anal e a segunda dorsal seriam pequenas e haveria uma quilha caudal presente em ambos os lados da barbatana caudal (no pedúnculo caudal). Essa estrutura é comum em outros grandes animais aquáticos, como baleias, atuns e outros tubarões, a fim de reduzir o arrasto enquanto nada. O formato da cabeça poderia variar entre as espécies, já que a maioria das adaptações para redução do arrasto são em direção ao final da cauda do animal.:35–36

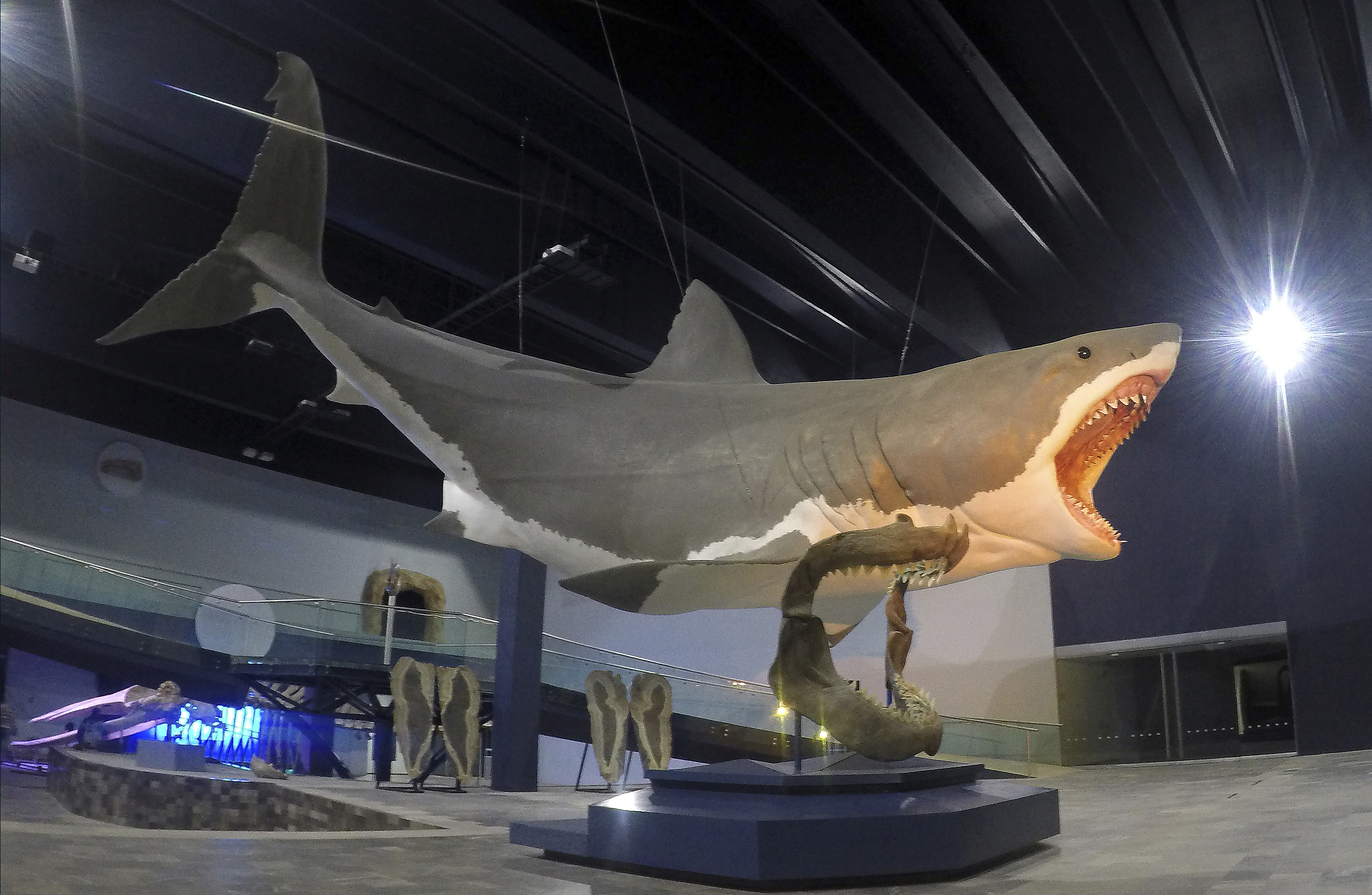
Escultura no Museu da Evolução em Puebla, México

Como Carcharocles é derivado de Otodus, e os dois tinham dentes que se assemelham aos do tubarão-tigre (Carcharias taurus), o megalodonte pode ter tido uma estrutura mais parecida com a do tubarão-tigre do que com a de outros tubarões. Isso é improvável, uma vez que o tubarão-tigre é um nadador carangiforme que requer um movimento mais rápido da cauda para propulsão na água do que o tubarão-branco, um nadador tuniforme.:35–36

### Tamanho

#### Estimativas médias
Devido aos restos serem fragmentários, existem muitas estimativas contraditórias de tamanho para o megalodonte, pois elas só podem ser extraídas de dentes fósseis e vértebras.:87 Também por causa disso, o tubarão-branco é utilizado como a base de suas reconstruções e das estimativas de seu tamanho,:57 pois é considerado o melhor animal análogo ao megalodonte. Usando estimativas de comprimento extrapoladas de 544 dentes encontrados ao longo do tempo e da geografia, incluindo indivíduos adultos e juvenis, um estudo de 2015 estimou um comprimento médio de 10,5 metros. Para comparação, o tamanho máximo registrado do tubarão-branco é de 6,1 metros, e o tubarão-baleia (o maior peixe vivo) pode atingir 18,8 metros. É possível que diferentes populações de megalodontes em todo o mundo tivessem tamanhos e comportamentos corporais  distintos devido a diferentes pressões ecológicas. De qualquer forma, acredita-se que tenha sido o maior tubarão macropredador que já existiu. Megalodonte cresceu para tamanhos maiores (18–20 metros) principalmente para populações que habitavam ambientes mais frios.

Um diagrama comparando os tamanhos das estimativas do megalodonte (primeira e segunda figuras de cima para baixo), de um tubarão-branco fêmea (terceira figura), de um tubarão-baleia (quarta figura em azul) e de um humano (em preto)

Um megalodonte macho adulto podia ter uma massa corporal de 12,6 a 33,9 toneladas métricas e as fêmeas adultas podiam ter de 27,4 a 59,4 toneladas métricas, assumindo que os machos pudessem variar em comprimento de 10,5 a 14,3 metros e as fêmeas de 13,3 a 17 metros.:61 Um estudo de 2015 que ligava o tamanho do tubarão à velocidade típica de natação estimava que o megalodonte normalmente poderia nadar a 18 quilômetros por hora — assumindo que sua massa corporal era de tipicamente 48 toneladas — o que é consistente com outras criaturas aquáticas de tamanho próximo, como a baleia-comum (Balaenoptera physalus), que normalmente viaja a velocidades de 14,5 a 21,5 quilômetros por hora.
Seu tamanho avantajado pode ter como causas fatores climáticos e abundância de presas grandes, e também pode ter sido influenciado pela evolução da endotermia regional (mesotermia), o que aumentaria sua taxa metabólica e sua velocidade de natação. Os tubarões otodontídeos foram considerados ectotérmicos, e portanto, o megalodonte teria sido um também. No entanto, os maiores tubarões ectotérmicos contemporâneos, como o tubarão-baleia, se alimentam por filtração, enquanto que os lamnídeos hoje são conhecidos por terem sido endotérmicos regionais, o que implica em algumas correlações metabólicas com um estilo de vida predatório. Essas considerações, assim como os dados isotópicos de oxigênio do dente e a necessidade de impulsos de natação mais velozes em macropredadores de presas endotérmicas do que a ectotermia permitiria, implicam que os otodontídeos, incluindo o megalodonte, eram provavelmente endotérmicos regionais.

#### Estimativas máximas
Gordon Hubbell, de Gainesville, Flórida, possui um dente superior anterior de megalodonte cuja altura máxima é de 18,4 centímetros, um dos maiores espécimes de dentes conhecidos do tubarão. Além disso, uma reconstrução da mandíbula de megalodonte de 2,7 por 3,4 metros desenvolvida pelo caçador de fósseis Vito Bertucci contém um dente cuja altura máxima é supostamente superior a 18 centímetros.
A primeira tentativa de reconstruir a mandíbula do megalodonte foi feita por Bashford Dean em 1909, e exibida no Museu Americano de História Natural. A partir das dimensões dessa reconstrução da mandíbula, foi levantada a hipótese de que o megalodonte poderia ter se aproximado dos 30 metros de comprimento. Dean havia superestimado o tamanho da cartilagem em ambas as mandíbulas, fazendo com que ela fosse alta demais.
Em 1973, John E. Randall, um ictiologista, usou a altura do esmalte dentário (distância vertical da lâmina na base do esmalte dentário até a ponta) para medir o comprimento do tubarão, resultando em um comprimento máximo de aproximadamente 13 metros. No entanto, a altura do esmalte dentário não aumenta necessariamente em proporção o comprimento total do animal.:99
Em 1994, os biólogos marinhos Patrick J. Schembri e Stephen Papson opinaram que o C. megalodon pode ter atingido no máximo cerca de 24 a 25 metros de comprimento total.
Em 1996, os pesquisadores Michael D. Gottfried, Leonard Compagno e S. Curtis Bowman propuseram uma relação linear entre o comprimento total de um tubarão e a altura de seu maior dente superior anterior. A relação proposta por eles é: comprimento total em metros = - (0,096) × [altura máxima UA (milímetros)] - (0,22).:60 Eles afirmaram que C. megalodon pode ter atingido no máximo 20,3 metros de comprimento total.
Em 2002, o pesquisador de tubarões Clifford Jeremiah propôs que o comprimento total fosse proporcional à largura da raiz de um dente superior anterior. Ele afirmou que para cada 1 centímetro de largura na raiz, havia aproximadamente 1,4 metros de comprimento no tubarão. Jeremiah apontou que o perímetro da mandíbula de um tubarão é diretamente proporcional ao seu comprimento total, com a largura das raízes dos dentes maiores sendo uma ferramenta para estimar o perímetro da mandíbula. O maior dente possuído por Jeremiah tinha uma largura de raiz de cerca de 12 centímetros, que rendia 16,5 metros ao comprimento total do animal.:88
Em 2002, o paleontólogo Kenshu Shimada, da Universidade DePaul, propôs uma relação linear entre a altura da coroa dentária e o comprimento total após a análise anatômica de várias amostras, permitindo a utilização de qualquer tamanho de dente. Shimada afirmou que os métodos propostos anteriormente eram baseados em uma avaliação menos confiável da homologia dental entre o megalodonte e o tubarão-branco, e que a taxa de crescimento entre a coroa e a raiz não é isométrica, o que ele considerou em seu modelo. Usando esse modelo, o dente superior anterior possuído por Gottfried e colegas correspondia a um comprimento total de 15 metros. Entre várias amostras encontradas na Formação Gatún, no Panamá, um dente superior lateral foi usado por outros pesquisadores que obtiveram uma estimativa de comprimento total de 17,9 metros baseados nesse método.
Em 2019, Shimada revisitou o tamanho do megalodonte e desencorajou o uso de dentes não anteriores para estimativas, observando que a posição exata de dentes não anteriores isolados é difícil de se identificar. Shimada afirmou que as estimativas de comprimento total máximo, baseadas nos dentes superiores anteriores disponíveis em museus, são de 14,2 e 15,3 metros, dependendo do método de estimativa usado.

### Dentes e força de mordida

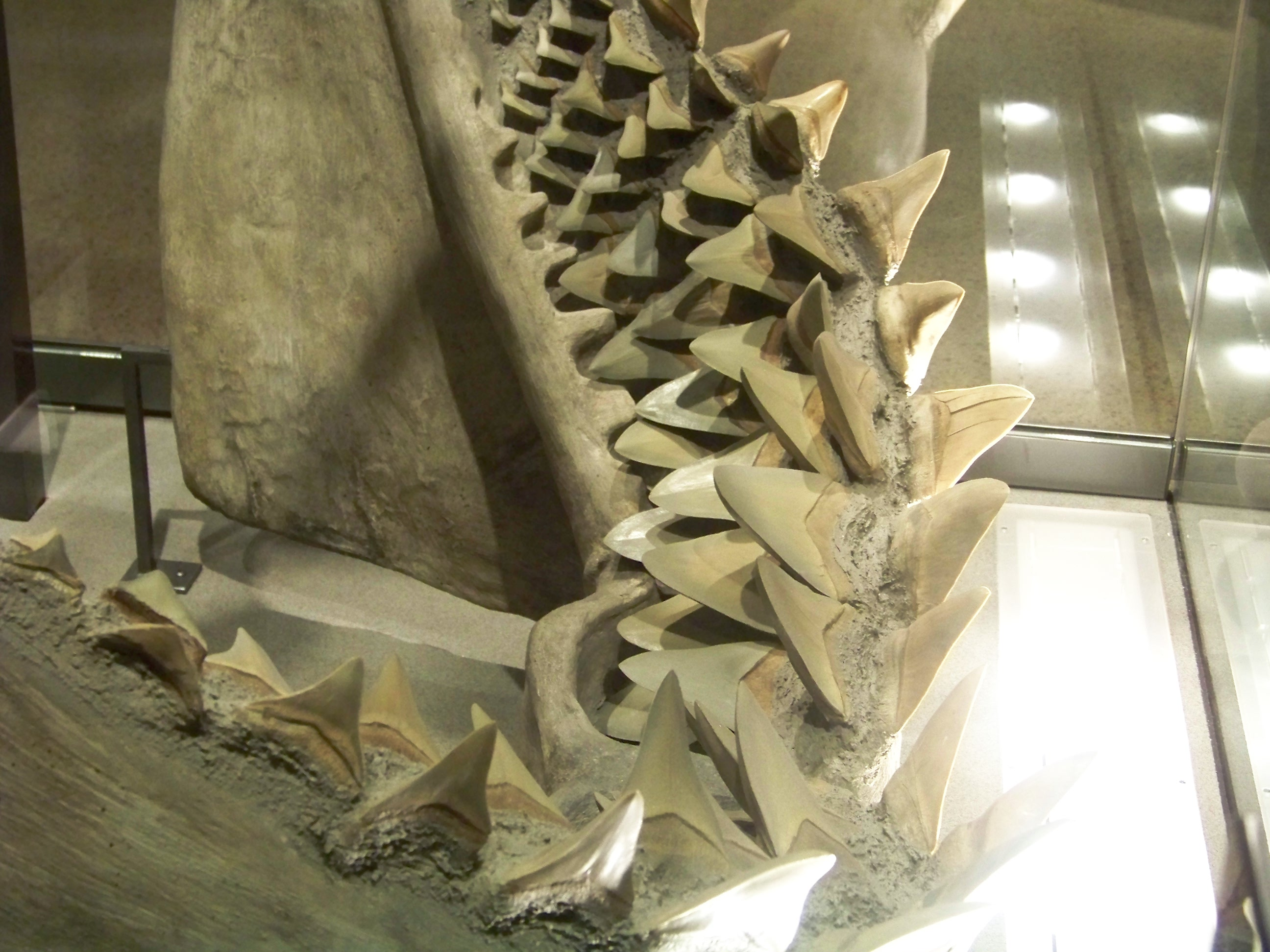
Reconstrução mostrando a posição dos dentes de substituição

Os fósseis mais comuns do megalodonte são os dentes. As características diagnósticas incluem uma forma triangular, estrutura robusta, ausência de dentículos laterais e pescoço visível do dente em formato de "V" (no local onde a raiz encontra a coroa).:55 O dente encontrava a mandíbula em um ângulo acentuado, semelhante ao do tubarão-branco. Ficava ancorado por fibras de tecido conjuntivo, e a rugosidade da base poderia ter aumentado sua resistência mecânica. O lado lingual do dente (voltado para a língua) era convexo, e o lado labial (o outro lado dele) era levemente convexo ou achatado. Os dentes anteriores eram quase perpendiculares à mandíbula e simétricos, enquanto que os posteriores eram inclinados e assimétricos.
Os dentes do megalodonte podem medir mais de 180 milímetros de altura inclinada (comprimento diagonal) e são os maiores dentre todas as espécies conhecidas de tubarões,:33 o que implica que ele era o maior entre todos os tubarões macropredadores. Em 1989, um conjunto quase completo de dentes de megalodonte foi descoberto em Saitama, Japão. Outra dentição de megalodonte associada quase completa foi escavada na Formação Yorktown, nos Estados Unidos, e serviu como base para uma reconstrução mandibular no Museu Nacional de História Natural (USNM). Com base nessas descobertas, uma fórmula dental artificial foi montada para o megalodonte em 1996.:55
A fórmula dental do megalodonte é: {\displaystyle {\tfrac {2.1.7.4}{3.0.8.4}}}. Como é evidente nessa fórmula, o megalodonte tinha quatro tipos de dente em sua mandíbula: anterior, intermediário, lateral e posterior. O dente intermediário do megalodonte parece tecnicamente ser um superior anterior e é denominado "A3" porque é bastante simétrico e não aponta para o lado mesial (área do dente em direção à linha média das mandíbulas onde a esquerda e a direita se encontram). O megalodonte tinha uma dentição muito robusta,:20–21 e tinha mais de 250 dentes nas mandíbulas, que abrangiam 5 fileiras.:iv É possível que indivíduos grandes de megalodonte possuíssem mandíbulas que mediam aproximadamente os 2 metros de diâmetro.:129 Os dentes também eram serrilhados, o que teria melhorado sua eficiência em cortar carne ou osso.:1 O tubarão pode ter sido capaz de abrir a boca em um ângulo de 75°, embora a reconstrução no USNM se aproxime de um de 100°.:63

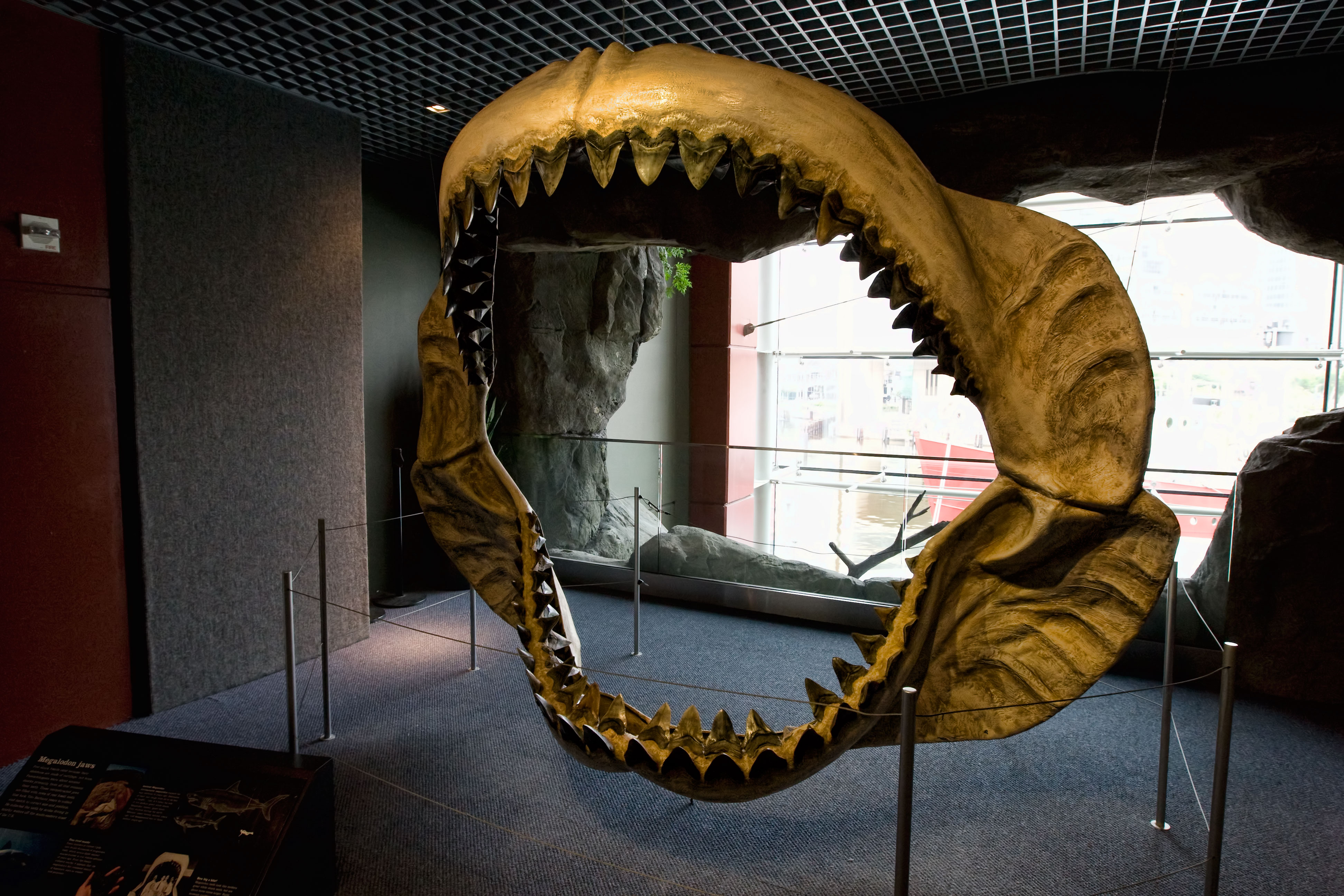
Mandíbulas reconstruídas em exposição no Aquário Nacional de Baltimore

Em 2008, uma equipe de cientistas liderada por S. Wroe realizou um experimento para determinar a força de mordida do tubarão-branco, usando uma amostra de 2,5 metros de comprimento e, em seguida, escalou isometricamente os resultados para seu tamanho máximo e para a massa corporal mínima e máxima conservadora do megalodonte. Eles localizaram a força de mordida desse último entre 108 514 a 182 201 newtons em uma mordida posterior, em comparação com os 18 216 newtons da força de mordida do maior tubarão-branco confirmado e 7 400 newtons do peixe placodermo Dunkleosteus. Além disso, Wroe e seus colegas apontaram que os tubarões se agitam lateralmente durante a alimentação, amplificando a força gerada, o que provavelmente faria com que a força total experimentada pelas presas fosse maior que a da estimativa.

### Anatomia interna

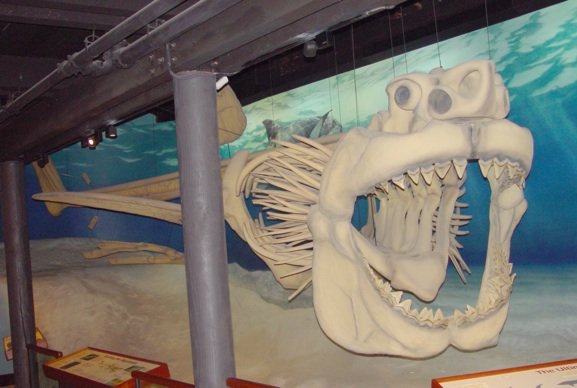
Esqueleto de megalodonte reconstruído em exposição no Museu Marítimo Calvert

O megalodonte é representado em seu registro fóssil por dentes, centros vertebrais e coprólitos.:57 Como em todos os tubarões, o esqueleto do megalodonte era formado por cartilagem e não por ossos; consequentemente, a maioria dos espécimes fósseis é mal preservada. Para sustentar sua grande dentição, as mandíbulas do megalodonte teriam sido mais maciças, robustas e mais fortemente desenvolvidas que as do tubarão-branco, que possui uma dentição comparativamente graciosa. Seu condrocrânio, o crânio cartilaginoso, teria uma aparência mais maciça e robusta que o do tubarão-branco. E suas barbatanas eram proporcionais ao seu tamanho maior.:64–65
Algumas vértebras fósseis foram encontradas. O exemplo mais notável é uma coluna vertebral parcialmente preservada de um único espécime, escavada na Bacia de Antuérpia, na Bélgica, em 1926, compreendendo 150 centros vertebrais, e variando de 55 a 155 milímetros de diâmetro. As vértebras do tubarão podem ter sido muito maiores, e o exame da amostra revelou que ele possuía uma contagem vertebral mais alta do que as amostras de qualquer outro tubarão conhecido, possivelmente acima dos 200 centros vertebrais; somente o tubarão-branco já se aproximou desse número.:63–65 Outra coluna vertebral parcialmente preservada de um megalodonte foi escavada na Formação Gram na Dinamarca em 1983, a qual compreende 20 centros vertebrais, variando de 100 a 230 milímetros de diâmetro.

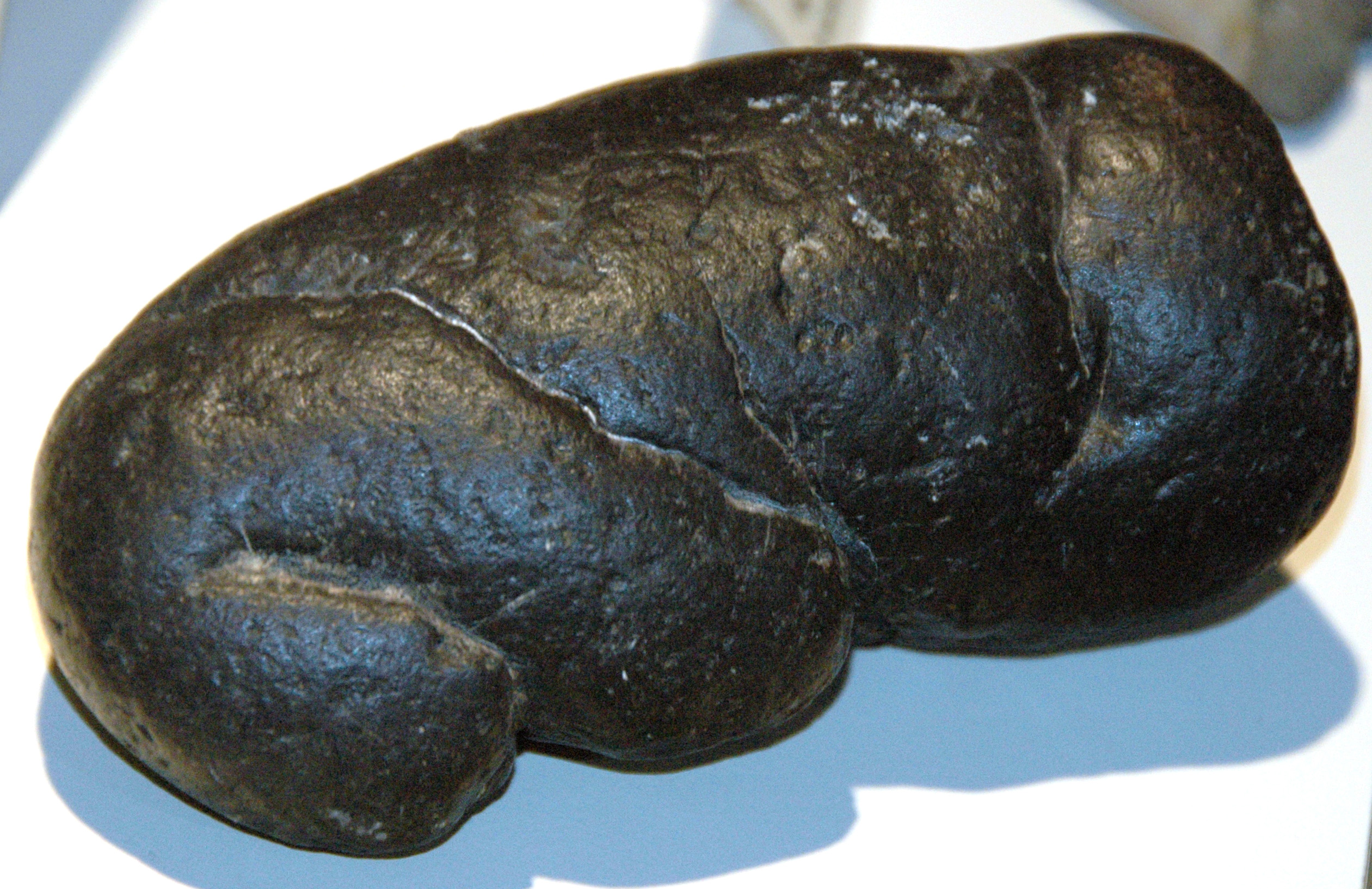
Coprólito atribuído ao megalodonte

Os restos de coprólito do megalodonte têm um formato espiral, indicando que o tubarão poderia ter tido uma válvula espiral, uma porção do tubo digestivo em formato de saca-rolhas, semelhante ao dos tubarões lamniformes existentes. Restos de coprólito do Mioceno foram descobertos no Condado de Beaufort, Carolina do Sul, com um medindo 14 centímetros.
Gottfried e colegas reconstruíram todo o esqueleto do megalodonte, que mais tarde foi exibido no Museu Marítimo Calvert, nos Estados Unidos, e no Museu Iziko da África do Sul.:56 Essa reconstrução tem 11,3 metros de comprimento e representa um macho adulto,:61 com base nas mudanças ontogenéticas que um tubarão-branco experimenta ao longo de sua vida.:65

## Paleobiologia

### Distribuição ehabitat
O megalodonte tinha uma distribuição cosmopolita; seus fósseis foram escavados em muitas partes do mundo, incluindo Europa, África, Américas e Austrália.:67 Comumente poderia ser encontrado de regiões subtropicais para latitudes temperadas.:78 Era encontrado nas latitudes de até 55° N; e supõe-se que sua faixa de temperaturas toleradas era de 1 a 24 °C. Possivelmente tinha a capacidade de suportar tais temperaturas tão baixas devido à mesotermia, a capacidade fisiológica de grandes tubarões de conservar o calor metabólico mantendo uma temperatura corporal mais alta que a da água ao seu redor.
O megalodonte habitava uma ampla gama de ambientes marinhos (isto é, águas costeiras rasas, áreas de ressurgência costeira, lagunas costeiras pantanosas, litorais arenosos e ambientes de águas profundas costeiras) e exibia um estilo de vida transitório. Os megalodontes adultos não eram abundantes em ambientes de águas rasas, e habitavam principalmente áreas costeiras. O megalodonte pode ter se movido entre águas costeiras e oceânicas, particularmente em diferentes estágios do seu ciclo de vida.:33
Vestígios fósseis demonstram uma tendência de os espécimes serem maiores, em média, no hemisfério sul do que no norte, com comprimentos médios de 11,6 e 9,6 metros, respectivamente; e também maiores no Pacífico do que no Atlântico, com comprimentos médios de 10,9 e 9,5 metros, respectivamente. Eles não sugerem propensão de mudar o tamanho do corpo com latitude absoluta, ou de mudar de tamanho ao longo do tempo (embora se pense que a linhagem de Carcharocles em geral mostre uma tendência de aumento de tamanho ao longo do tempo). O comprimento modal total foi estimado em 10,5 metros, com a distribuição do comprimento inclinada para indivíduos maiores, sugerindo uma vantagem ecológica ou competitiva para um tamanho corporal maior.

#### Localização dos fósseis
O megalodonte tinha uma distribuição global e fósseis do tubarão foram encontrados em muitos lugares ao redor do mundo, na fronteira com todos os oceanos do Neogeno.
| Época                    | Formação                      | Estado            | Continente       |
| ------------------------ | ----------------------------- | ----------------- | ---------------- |
| Plioceno                 | Formação Luanda               | Angola            | África           |
| Plioceno                 |                               | Líbia             | África           |
| Plioceno                 |                               | África do Sul     | África           |
| Plioceno                 | Formação San Mateo            | Estados Unidos    | América do Norte |
| Plioceno                 | Formação Towsley              | Estados Unidos    | América do Norte |
| Plioceno                 | Formação Bone Valley          | Estados Unidos    | América do Norte |
| Plioceno                 | Formação Tamiami              | Estados Unidos    | América do Norte |
| Plioceno                 | Formação Yorktown             | Estados Unidos    | América do Norte |
| Plioceno                 | Formação Highlands            | Antígua e Barbuda | América do Norte |
| Plioceno                 | Formação Refugio              | México            | América do Norte |
| Plioceno                 | Formação San Diego            | México            | América do Norte |
| Plioceno                 | Formação Tirabuzon            | México            | América do Norte |
| Plioceno                 | Formação Onzole               | Equador           | América do Sul   |
| Plioceno                 | Formação Paraguaná            | Venezuela         | América do Sul   |
| Plioceno                 | Formação Castell'Arquato      | Itália            | Europa           |
| Plioceno                 | Formação Arenas de Huelva     | Espanha           | Europa           |
| Plioceno                 | Formação Esbarrondadoiro      | Portugal          | Europa           |
| Plioceno                 | Formação Touril Complex       | Portugal          | Europa           |
| Plioceno                 | Formação Red Crag             | Reino Unido       | Europa           |
| Plioceno                 | Formação Black Rock Sandstone | Austrália         | Oceania          |
| Plioceno                 | Formação Cameron Inlet        | Austrália         | Oceania          |
| Plioceno                 | Formação Grange Burn          | Austrália         | Oceania          |
| Plioceno                 | Formação Loxton Sand          | Austrália         | Oceania          |
| Plioceno                 | Formação Whaler's Bluff       | Austrália         | Oceania          |
| Plioceno                 | Formação Tangahoe             | Nova Zelândia     | Oceania          |
| Mioceno                  |                               |                   |                  |
|                          | Egito                         | África            |                  |
| Bacia Madagascar         | Madagascar                    | África            |                  |
|                          | Nigéria                       | África            |                  |
| Formação Varswater       | África do Sul                 | África            |                  |
| Formação Monterey        | Estados Unidos                | América do Norte  |                  |
| Formação Puente          | Estados Unidos                | América do Norte  |                  |
| Formação Purisima        | Estados Unidos                | América do Norte  |                  |
| Formação San Mateo       | Estados Unidos                | América do Norte  |                  |
| Formação Santa Margarita | Estados Unidos                | América do Norte  |                  |
| Formação Temblor         | Estados Unidos                | América do Norte  |                  |
| Formação Topanga         | Estados Unidos                | América do Norte  |                  |
| Formação Bone Valley     | Estados Unidos                | América do Norte  |                  |
| Formação Calvert         | Estados Unidos                | América do Norte  |                  |
| Kirkwood Formation       | Estados Unidos                | América do Norte  |                  |
|                          | Barbados                      | América do Norte  |                  |
| Formação Cojímar         | Cuba                          | América do Norte  |                  |
| Formação Kendance        | Granada                       | América do Norte  |                  |
|                          | Jamaica                       | América do Norte  |                  |
| Calcário Aymamón         | Porto Rico                    | América do Norte  |                  |
| Formação Almejas         | México                        | América do Norte  |                  |
| Formação Carrillo Puerto | México                        | América do Norte  |                  |
| Formação Chagres         | Panamá                        | América do Norte  |                  |
| Formação Chucunaque      | Panamá                        | América do Norte  |                  |
| Formação Gatún           | Panamá                        | América do Norte  |                  |
| Formação Paraná          | Argentina                     | América do Sul    |                  |
| Formação Bahía Inglesa   | Chile                         | América do Sul    |                  |
| Formação Castilletes     | Colômbia                      | América do Sul    |                  |
| Miramar Formation        | Peru                          | América do Sul    |                  |
| Formação Pisco           | Peru                          | América do Sul    |                  |
| Formação Camacho         | Uruguai                       | América do Sul    |                  |
| Cantaure Formation       | Venezuela                     | América do Sul    |                  |
| Formação Caujarao        | Venezuela                     | América do Sul    |                  |
| Formação Socorro         | Venezuela                     | América do Sul    |                  |
| Formação Urumaco         | Venezuela                     | América do Sul    |                  |
| Calcário Baripada        | Índia                         | Ásia              |                  |
| Formação Arakida         | Japão                         | Ásia              |                  |
| Grupo Bihoku             | Japão                         | Ásia              |                  |
| Formação Fujina          | Japão                         | Ásia              |                  |
| Formação Hannoura        | Japão                         | Ásia              |                  |
| Formação Hongo           | Japão                         | Ásia              |                  |
| Formação Horimatsu       | Japão                         | Ásia              |                  |
| Formação Ichishi         | Japão                         | Ásia              |                  |
| Formação Kurahara        | Japão                         | Ásia              |                  |
| Formação Maenami         | Japão                         | Ásia              |                  |
| Grupo Matsuyama          | Japão                         | Ásia              |                  |
| Formação Sekinobana      | Japão                         | Ásia              |                  |
| Formação Suso            | Japão                         | Ásia              |                  |
| Formação Takakubo        | Japão                         | Ásia              |                  |
| Formação Tonokita        | Japão                         | Ásia              |                  |
| Formação Tsurushi        | Japão                         | Ásia              |                  |
| Formação Wajimazaki      | Japão                         | Ásia              |                  |
| Formação Yoshii          | Japão                         | Ásia              |                  |
|                          | Myanmar                       | Ásia              |                  |
| Formação Burgeschleinitz | Áustria                       | Europa            |                  |
| Formação Melker Sand     | Áustria                       | Europa            |                  |
| Formação Rzehakia        | Áustria                       | Europa            |                  |
| Formação Weissenegg      | Áustria                       | Europa            |                  |
| Membro Antwerpen Sands   | Bélgica                       | Europa            |                  |
|                          | Chipre                        | Europa            |                  |
| Formação Hrušky          | Chéquia                       | Europa            |                  |
| Formação Gram            | Dinamarca                     | Europa            |                  |
| Bacia Aquitaine          | França                        | Europa            |                  |
|                          | Alemanha                      | Europa            |                  |
| Arenito Libano           | Itália                        | Europa            |                  |
| Formação Blue Clay       | Malta                         | Europa            |                  |
| Calcário Globigerina     | Malta                         | Europa            |                  |
| Membro Aalten            | Países Baixos                 | Europa            |                  |
| Formação Breda           | Países Baixos                 | Europa            |                  |
| Korytnica Clays          | Polônia                       | Europa            |                  |
| Calcário Leitha          | Polônia                       | Europa            |                  |
| Formação Esbarrondadoiro | Portugal                      | Europa            |                  |
| Formação Filakovo        | Eslováquia                    | Europa            |                  |
| Formação Arjona          | Espanha                       | Europa            |                  |
| Calcarenites of Sant Elm | Espanha                       | Europa            |                  |
|                          | Turquia                       | Europa            |                  |
| Calcário Batesford       | Austrália                     | Oceania           |                  |
| Arenito Black Rock       | Austrália                     | Oceania           |                  |
| Calcário Gippsland       | Austrália                     | Oceania           |                  |
| Formação Mannum          | Austrália                     | Oceania           |                  |
| Calcário Morgan          | Austrália                     | Oceania           |                  |
| Calcário Port Campbell   | Austrália                     | Oceania           |                  |
|                          | Fiji                          | Oceania           |                  |
|                          | Polinésia Francesa            | Oceania           |                  |

### Relações com presas

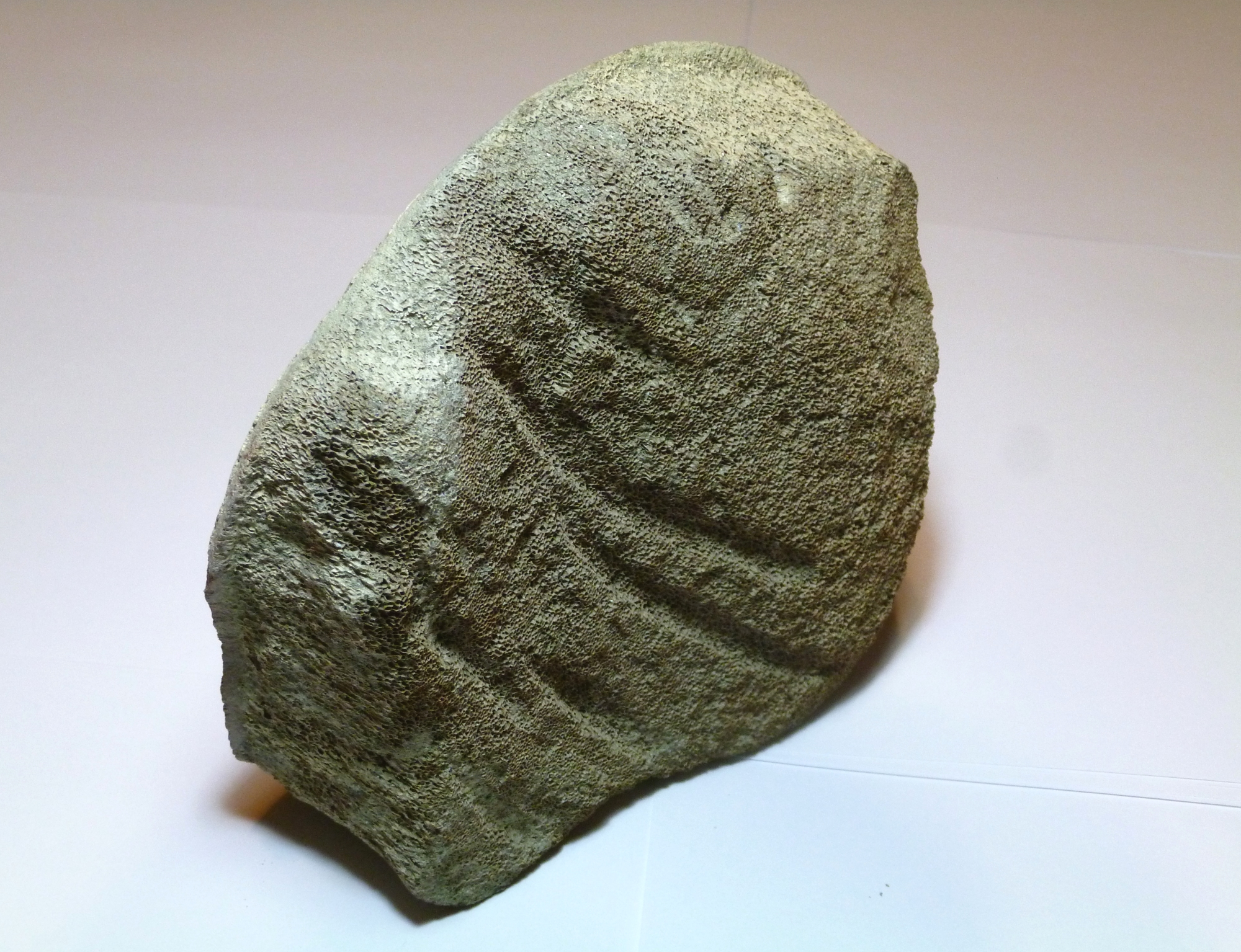
Vértebra de uma baleia mordida ao meio por um megalodonte com marcas visíveis dos dentes

Embora os tubarões sejam geralmente alimentadores oportunistas, o tamanho grande do megalodonte, a capacidade de nadar em alta velocidade e as mandíbulas poderosas, juntamente com um impressionante aparato de alimentação, fizeram dele um superpredador capaz de consumir uma ampla gama de animais. Provavelmente, foi um dos predadores mais poderosos que já existiu.:71–75 Um estudo focado em isótopos de cálcio de tubarões elasmobrânquios e arraias extintos e existentes revelou que o megalodonte se alimentava em um nível trófico mais alto do que o do tubarão-branco contemporâneo. Ou seja, estava mais acima na cadeia alimentar.
Evidências fósseis indicam que o megalodonte predava muitas espécies de cetáceos, como golfinhos, baleias pequenas, cetoterídeos, esqualodontídeos (golfinhos com dentes de tubarão), cachalotes, baleias-da-Groenlândia e rorquais. Além disso, ele também alvejava focas, sirenídeos e tartarugas marinhas. Era um oportunista e piscívoro, e também teria caçado peixes menores e outros tubarões. Muitos ossos de baleia foram encontrados com cortes profundos, provavelmente feitos por seus dentes.:75 Várias escavações revelaram dentes de megalodonte próximos aos restos mastigados de baleias,:75 e às vezes em associação direta com eles.
A ecologia alimentar do megalodonte parece ter variado com a idade e entre locais, como ocorre com o tubarão-branco moderno. É plausível que a população de megalodontes adultos na costa do Peru tivesse como alvo principal baleias cetoterídeas de 2,5 a 7 metros de comprimento e outras presas menores que eles mesmos, em vez de baleias grandes da mesma classe de tamanho que eles, enquanto que os juvenis provavelmente tinham uma dieta que consistia mais em peixes.

### Competição

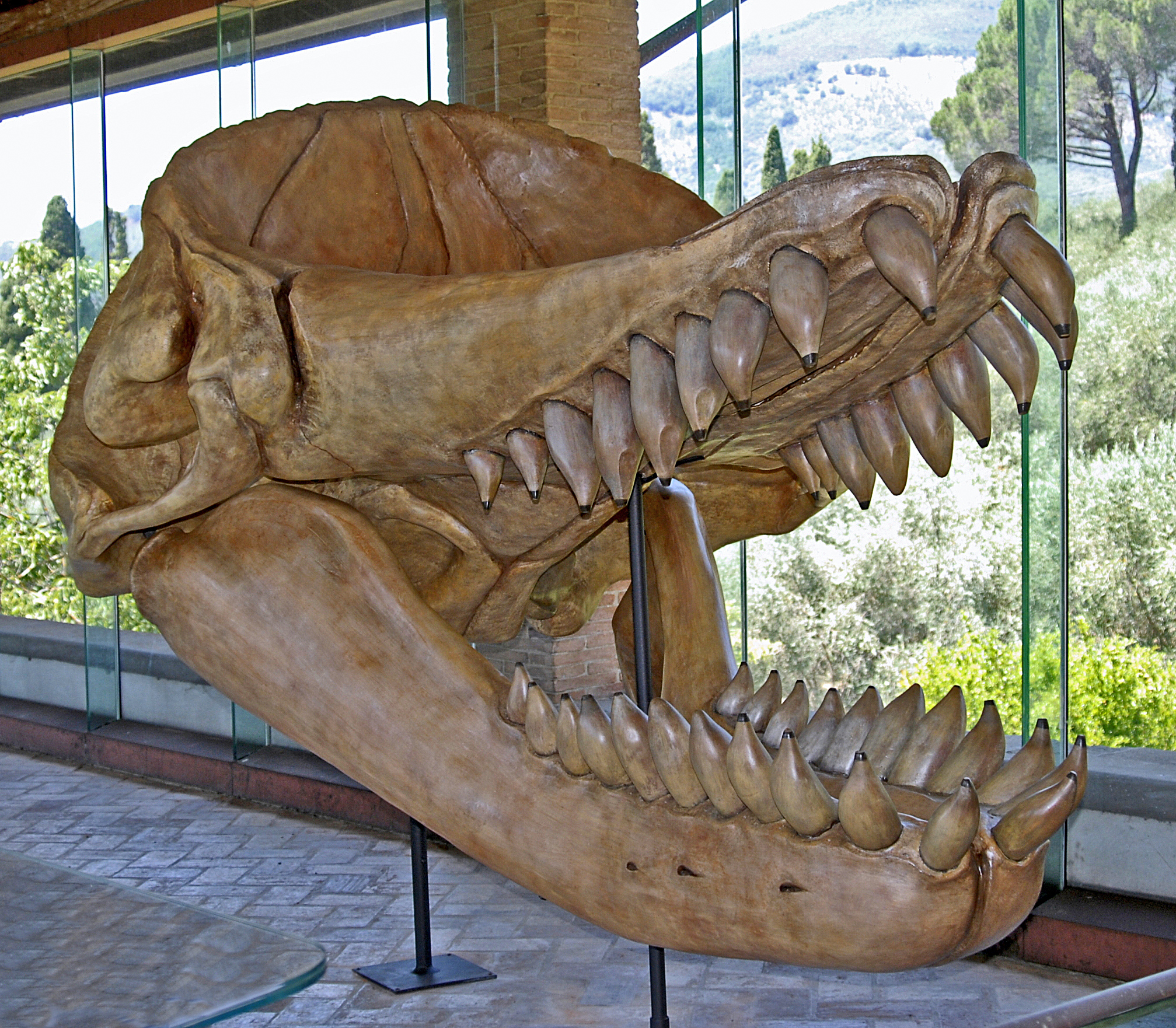
Megalodontes podem ter enfrentado competição de cachalotes macropredadores, como Livyatan

O megalodonte defrontou-se com um ambiente altamente competitivo. Sua posição no topo da cadeia alimentar provavelmente teve um impacto significativo na estruturação das comunidades marinhas. Evidências fósseis indicam uma correlação entre o megalodonte e o surgimento e diversificação de cetáceos e outros mamíferos marinhos.:78 Megalodontes juvenis preferiam hábitats onde pequenos cetáceos eram abundantes; e os adultos, onde havia um alto número de grandes cetáceos. Tais preferências podem ter se desenvolvido logo após eles terem aparecido no Oligoceno.:74–75
Megalodontes foram contemporâneos aos odontocetos predadores de baleias (particularmente cachalotes macropredadores e esqualodontídeos), que provavelmente também estavam entre os predadores da época, e proporcionaram competição. Alguns atingiam tamanhos gigantescos, como o Livyatan, que tinha entre 13,5 e 17,5 metros. Dentes fossilizados de uma espécie indeterminada de tais cachalotes provenientes da Mina Lee Creek, na Carolina do Norte, indicam que ele tinha um comprimento corporal máximo de 8 a 10 metros e uma duração máxima de vida de cerca de 25 anos. Isto é muito distinto das orcas modernas de tamanho semelhante, que vivem até os 65 anos, sugerindo que diferentemente dessas, que são superpredadoras, esses cachalotes estavam sujeitos à predação de espécies maiores, como megalodontes ou Livyatan. No final do Mioceno Superior, há cerca de 11 milhões de anos, os macropredadores passaram por um declínio significativo em abundância e em diversidade. Outras espécies podem ter preenchido esse nicho no Plioceno, como a orca extinta Orcinus citoniensis, que pode ter sido uma predadora em grupo e visava presas maiores que ela mesma, mas essa inferência é contestada e provavelmente era uma predadora generalista, e não uma especialista em mamíferos marinhos.
O megalodonte pode ter submetido os tubarões-brancos contemporâneos à exclusão competitiva, pois os registros fósseis indicam que outras espécies de tubarões evitavam as regiões em que habitavam, mantendo-se principalmente nas águas mais frias da época.:77 Nas áreas em que suas distribuições pareciam se sobrepor, como na Baixa Califórnia pliocênica, é possível que o megalodonte e o tubarão-branco ocupassem a área em diferentes épocas do ano, enquanto seguiam diferentes presas migratórias.:77 O megalodonte provavelmente também tinha uma tendência para o canibalismo, como os tubarões contemporâneos.

### Estratégias de alimentação

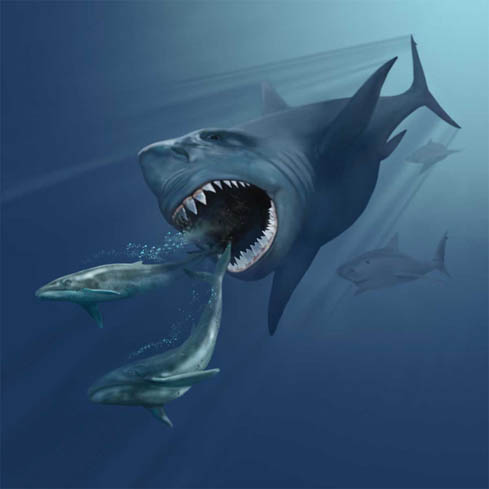
Impressão artística de um megalodonte perseguindo duas baleias do gênero Eobalaenoptera

Os tubarões costumam empregar estratégias complexas de caça envolvendo grandes presas. As estratégias de caça do tubarão-branco podem ser semelhantes ao modo como o megalodonte caçava suas grandes presas. Marcas de mordida de megalodonte em fósseis de baleias sugerem que ele empregava estratégias de caça contra presas grandes diferentes das que o tubarão-branco utiliza.
Um espécime em particular — restos de uma baleia miocênica de 9 metros de comprimento não descrita — forneceu a primeira oportunidade de analisar quantitativamente seu comportamento de ataque. Ao contrário dos tubarões-brancos que visam a barriga de suas presas, o megalodonte provavelmente buscava atingir o coração e os pulmões com seus dentes grossos adaptados para morder ossos duros, como indicado por marcas de mordidas infligidas à caixa torácica e outras áreas ósseas resistentes nos vestígios da baleia. Além disso, os padrões de ataque podem ter diferido para presas de tamanhos diferentes. Restos fósseis de alguns pequenos cetáceos, cetoterídeos por exemplo, sugerem que eles eram atingidos com grande força por baixo antes de serem mortos e comidos, com base em fraturas por compressão.
Durante o Plioceno, cetáceos maiores apareceram. Os megalodontes aparentemente aperfeiçoaram ainda mais suas estratégias de caça para lidar com essas grandes baleias. Numerosos ossos de nadadeiras e vértebras caudais fossilizadas de grandes baleias do Plioceno foram encontrados com marcas de mordida de megalodontes, o que sugere que eles imobilizavam grandes baleias antes de matá-las e se alimentar delas.

### Áreas de berçário

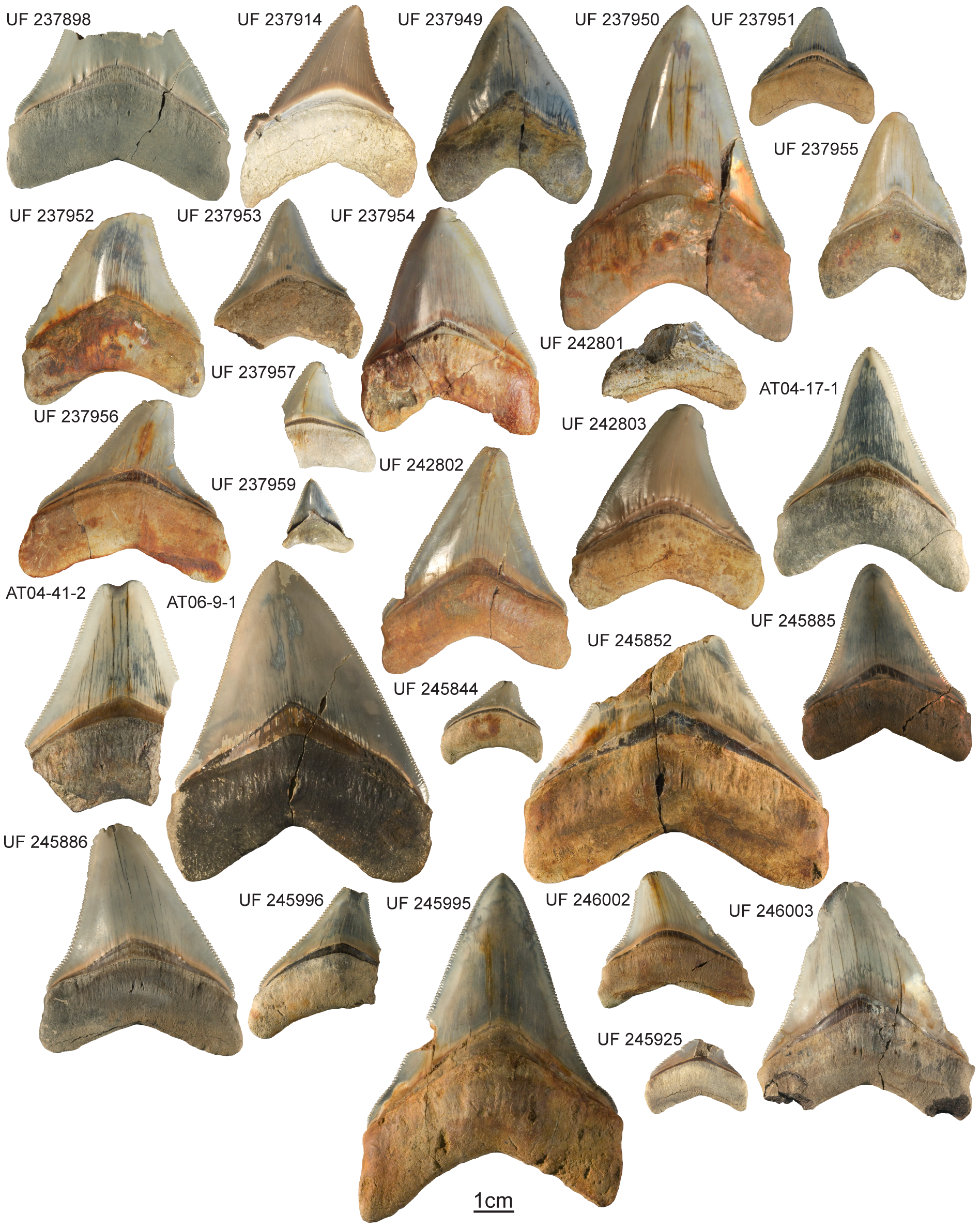
Coleção de dentes de megalodontes juvenis e C. chubutensis de uma provável área de berçário na Formação Gatún, no Panamá

O megalodonte, como os tubarões contemporâneos, fez uso de áreas de berçário para dar à luz seus filhotes, especificamente em ambientes costeiros de água quente com grandes quantidades de comida e proteção contra predadores. Locais de berçário foram identificados na Formação Gatún no Panamá, na Formação Calvert em Maryland, no Banco de Concepción nas Ilhas Canárias e na Formação Bone Valley na Flórida. Dado que todos os tubarões lamniformes existentes dão à luz quando jovens, acredita-se que isso também acontecia com o megalodonte. Megalodontes infantis tinham cerca de 3,5 metros em seu menor tamanho,:61 e os filhotes eram vulneráveis à predação por outras espécies de tubarões, como o tubarão-martelo-panã (Sphyrna mokarran) e Hemipristis serra. Suas preferências alimentares exibem uma mudança ontogenética::65 megalodontes juvenis geralmente caçavam peixes, tartarugas marinhas, dugongos,:129 e pequenos cetáceos; enquanto os adultos se mudavam para áreas costeiras e se alimentavam de grandes cetáceos.:74–75
Um caso excepcional no registro fóssil sugere que megalodontes juvenis poderiam ocasionalmente atacar baleias balenópteras muito maiores. Aparentemente, três marcas de dente de um tubarão pliocênico de 4 a 7 metros de comprimento foram encontradas numa costela de baleia-azul ou baleia-jubarte ancestral que mostrava evidências de cicatrização subsequente, que é suspeita de ter sido infligida por um tubarão megalodonte juvenil.

## Extinção

### Mudanças climáticas
A Terra experimentou uma série de mudanças durante o período em que o megalodonte existiu, que afetaram a vida marinha. Uma tendência de resfriamento a partir do Oligoceno, há 35 milhões de anos, levou à glaciação nos polos. Eventos geológicos mudaram correntes e a precipitação; entre eles, o fechamento do Canal da América Central e as mudanças no Oceano de Tétis, contribuindo para o resfriamento dos oceanos. A paralisação da Corrente do Golfo impediu que a água rica em nutrientes chegasse aos principais ecossistemas marinhos, o que pode ter afetado negativamente suas fontes de alimento. A maior oscilação do nível do mar na era Cenozoica ocorreu no Plio-Pleistoceno, há entre cerca de 5 milhões e 12 mil anos, devido à expansão das geleiras nos polos, que impactaram negativamente os ambientes costeiros, e pode ter contribuído para sua extinção juntamente com a de várias outras espécies da megafauna marinha. Essas alterações oceanográficas, em particular a queda do nível do mar, podem ter restringido muitos dos locais adequados de berçários de água quente para megalodontes, dificultando sua reprodução. As áreas de berçário são essenciais para a sobrevivência de muitas espécies de tubarões, em parte porque protegem os juvenis da predação.
Como sua distribuição aparentemente não se estendeu para águas mais frias, o megalodonte pode não ter sido capaz de reter uma quantidade significativa de calor metabólico; portanto, sua distribuição era restrita às decrescentes águas mais quentes. Evidências fósseis confirmam a ausência de megalodontes em regiões do mundo onde as temperaturas da água caíram significativamente durante o Plioceno.:77 No entanto, uma análise da distribuição do megalodonte ao longo do tempo sugere que a mudança de temperatura não teve um papel direto em sua extinção. Sua distribuição durante o Mioceno e o Plioceno não se correlacionava com as tendências de aquecimento e resfriamento de seu ambiente; embora a abundância e a distribuição tenham diminuído durante o Plioceno, o megalodonte mostrava uma capacidade de habitar latitudes mais frias. Foram encontrados vestígios em locais com temperatura média variando de 12 a 27 °C, com uma variação total de 1 a 33 °C, indicando que a extensão global do hábitat adequado ao megalodonte não deve ter sido muito afetado pelas mudanças de temperatura que ocorreram. Isto é consistente com a evidência de que ele era um animal mesotérmico.

### Alterações no ecossistema

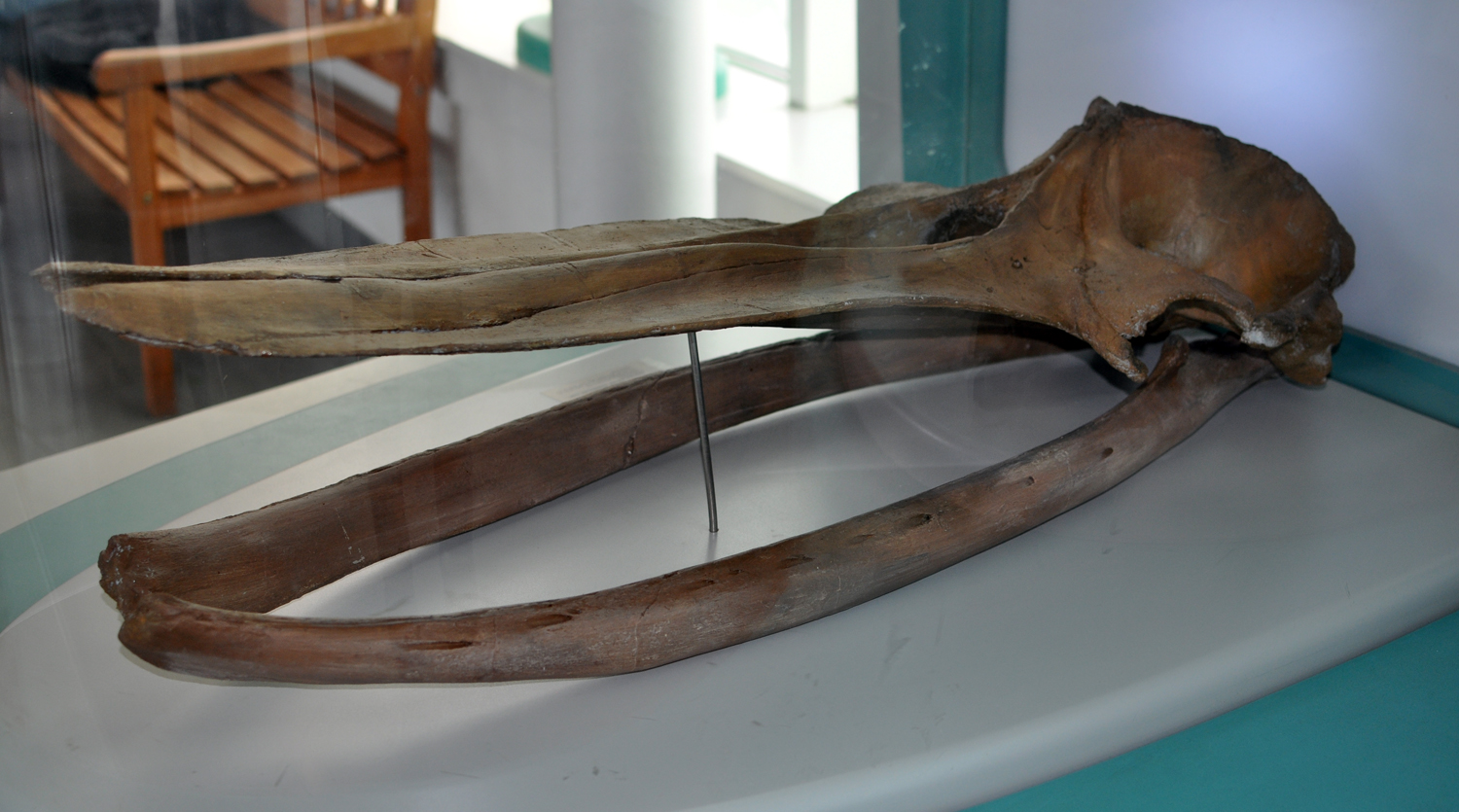
O megalodonte pode ter se tornado coextinto com espécies menores de misticetos, como Piscobalaena nana

Mamíferos marinhos atingiram sua maior diversidade durante o Mioceno,:71 como ocorreu, por exemplo, com os misticetos que tinham mais de 20 gêneros reconhecidos no Mioceno, e que atualmente contam com apenas 6. Essa diversidade apresentava um cenário ideal para sustentar um superpredador como o megalodonte.:75 No final do Mioceno, muitas espécies de misticetos haviam sido extintas; e as espécies sobreviventes podem ter sido nadadoras mais rápidas e, portanto, presas mais esquivas.:46 Além disso, após o fechamento do Canal da América Central, as baleias tropicais diminuíram em diversidade e abundância. A extinção do megalodonte está correlacionada com o declínio de muitas linhagens de misticetos pequenos, e é possível que ele tenha sido bastante dependente deles como fonte de alimento. Além disso, descobriu-se que uma extinção da megafauna marinha durante o Plioceno eliminou 36% de todas as grandes espécies marinhas, incluindo 55% dos mamíferos marinhos, 35% das aves marinhas, 9% dos tubarões e 43% das tartarugas marinhas. A extinção foi seletiva para seres endotérmicos e mesotérmicos em relação aos poiquilotérmicos, implicando causalidade por uma diminuição no suprimento de alimentos e, portanto, consistente com o megalodonte sendo um mesotérmico. O megalodonte pode ter sido muito grande para se sustentar com o declínio dos recursos alimentares marinhos. O resfriamento dos oceanos durante o Plioceno pode ter restringido o acesso do megalodonte às regiões polares, privando-o das baleias grandes que migravam para lá.
A competição com outros predadores de mamíferos marinhos, como os cachalotes macropredadores, que apareceram no Mioceno, e as orcas e os tubarões-brancos no Plioceno, também podem ter contribuído para o declínio e a extinção do megalodonte.:46–47 Registros fósseis indicam que os novos cetáceos predadores de baleias geralmente ocorriam em altas latitudes durante o Plioceno, indicando que eles poderiam lidar com as crescentes temperaturas da água fria; mas também ocorriam nos trópicos (como por exemplo Orcinus sp., na África do Sul). Os maiores cachalotes macropredadores, como Livyatan, são mais conhecidos do Mioceno, mas persistiram no Plioceno, enquanto outros, como Hoplocetus e Scaldicetus, sobreviveram até o início do Pleistoceno. Eles podem ter ocupado um nicho semelhante ao das orcas antes de serem substituídos por elas. Evidências recentes e métodos de datação mais precisos sugerem que C. megalodon pode ter se extinguido antes do que se supunha; fósseis examinados em depósitos do Pacífico Norte sugerem que esses tubarões foram extintos há cerca de 3,6 a 4 milhões de anos. Supõe-se que isso se deveu tanto ao resfriamento das temperaturas da superfície, resultando na fragmentação da distribuição de C. megalodon, como também à competição por presas com o tubarão-branco moderno recentemente desenvolvido. Muitas das espécies que serviam de presa para os megalodontes sobreviveram por um período significativamente mais longo, ao contrário da teoria anterior de que todas foram varridas por uma única extinção marinha em massa.
A extinção do megalodonte criou condições para novas mudanças nas comunidades marinhas. O tamanho médio do corpo das baleias aumentou significativamente após seu desaparecimento, embora isso possivelmente também tenha ocorrido devido a outras causas relacionadas ao clima. Inversamente, o aumento no tamanho das baleias pode ter contribuído para a extinção dos megalodontes, pois assim eles podem ter preferido ir atrás de baleias menores; e as marcas de mordidas em espécies de baleias grandes podem ter sido causadas por tubarões necrófagos. O megalodonte pode simplesmente ter se tornado coextinto com espécies menores de baleia, como Piscobalaena nana. A extinção do megalodonte causou também um impacto positivo aos outros predadores da época, como o tubarão-branco, em alguns casos se espalhando para regiões onde o megalodonte desaparecia.

## Na cultura popular

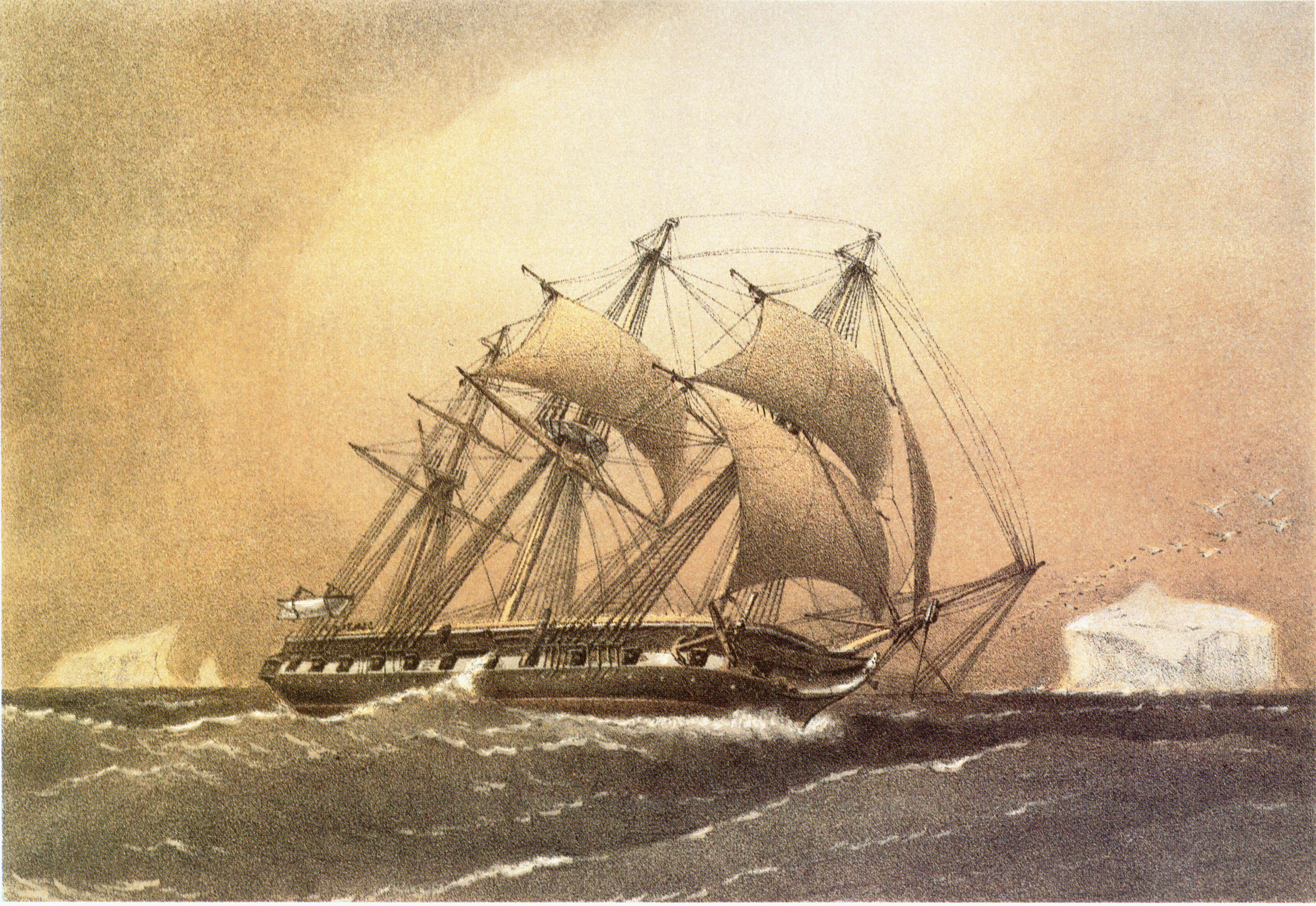
O HMS Challenger descobriu dentes de megalodonte que foram erroneamente datados em torno de há 11000 a 24000 anos.

O megalodonte já foi retratado em várias obras de ficção, incluindo filmes e romances, e continua sendo um objeto popular para a ficção que envolve monstros marinhos. Três megalodontes individuais, dois adultos e um juvenil, foram retratados na série de documentários da BBC de 2003 Sea Monsters, na qual é definido como um "perigo" da época. O Jurassic Fight Club do History Channel retrata um megalodonte atacando um cachalote Brygmophyseter no Japão. Vários filmes retratam o megalodonte, como Shark Attack 3: Megalodon e a série Mega Shark (por exemplo em Mega Shark Versus Giant Octopus e em Mega Shark Versus Crocosaurus). O tubarão aparece no videogame de 2017 Ark: Survival Evolved. Algumas histórias, como a de Jim Shepard Tedford and the Megalodon, narram uma redescoberta do tubarão. Meg: A Novel of Deep Terror, de Steve Alten, retrata o tubarão atacando dinossauros em seu prólogo e a arte de capa mostra um megalodonte matando um Tyrannosaurus no mar. As continuações do livro também apresentam o megalodonte: The Trench, Meg: Primal Waters, Meg: Hell's Aquarium, Meg: Nightstalkers, Meg: Generations, e Meg: Origins, e há uma adaptação cinematográfica intitulada The Meg, lançada em 10 de agosto de 2018.
O pseudodocumentário do Animal Planet, Mermaids: The Body Found, inclui um duelo de há 1,6 milhões de anos entre um grupo de sereias e um megalodonte. Mais tarde, em agosto de 2013, o Discovery Channel estreou sua série anual Shark Week com outro filme para televisão, Megalodon: The Monster Shark Lives, uma controversa docuficção sobre a criatura que apresentava supostas evidências para sugerir que o megalodonte ainda estaria vivo. Esse programa recebeu críticas por ser completamente fictício; por exemplo, todos os supostos cientistas representados nele eram atores pagos. Em 2014, o Discovery reexibiu o The Monster Shark Lives, juntamente com um novo programa de uma hora, o Megalodon: The New Evidence, e um programa adicional de ficção intitulado Shark of Darkness: Wrath of Submarine, resultando em mais reações de fontes de mídia e da comunidade científica.
Relatos de dentes de megalodonte supostamente recentes, como os feitos pelo HMS Challenger em 1873, erroneamente datados em torno de 11 000 a 24 000 anos, provavelmente são dentes que foram bem preservados por uma espessa crosta mineral de precipitado de dióxido de manganês e assim tiveram uma taxa de decomposição mais baixa e mantiveram a cor branca durante a fossilização. Os fósseis de dentes de megalodonte podem variar de cor, de esbranquiçados a marrons e cinza-escuros, e alguns dentes fósseis podem ter sido redepositados em um estrato mais jovem. As alegações de que o megalodonte poderia permanecer esquivo nas profundezas, semelhante ao tubarão-boca-grande que foi descoberto em 1976, são improváveis, pois o tubarão vivia em águas costeiras quentes e provavelmente não poderia sobreviver num ambiente marinho profundo frio e pobre em nutrientes.
Dentes de megalodonte são os fósseis estaduais da Carolina do Norte, nos Estados Unidos.